# Terebripora fischeri
Terebripora fischeri is een mosdiertjessoort uit de familie van de Terebriporidae. De wetenschappelijke naam van de soort is voor het eerst geldig gepubliceerd in 1880 door Jullien.